# Halbersdorf
Halbersdorf ist ein Gemeindeteil der Gemeinde Schönbrunn im Steigerwald im oberfränkischen Landkreis Bamberg in Bayern.

## Geographie
Das Dorf liegt vier Kilometer vom Gemeindezentrum entfernt und ist über die Staatsstraße 2279 zu erreichen.

## Ortsbild
Das Ortsbild wird bestimmt vom ehemaligen Gasthaus Steigerwald aus dem 18. Jahrhundert (bezeichnet mit dem Jahr 1786), das in die Liste der Baudenkmäler in Schönbrunn im Steigerwald eingetragen ist.

## Geschichte
Am 1. Mai 1978 wurde die bis dahin selbständige Gemeinde Halbersdorf im Zuge der Gebietsreform in Bayern in die Gemeinde Schönbrunn im Steigerwald eingegliedert.